# Esercito di Liberazione Nazionale (Algeria)
L'Esercito di Liberazione Nazionale (in arabo جيش التحرير الوطني الجزائري‎?, Jaysh al-taḥrīr al-waṭanī al-jazāʾirī, francese Armée de libération nationale), è stato il braccio armato del Fronte di Liberazione nazionale algerino durante la Guerra d'Algeria contro la Francia.
In seguito all'indipendenza dell'Algeria nel 1962, l'ALN si trasformò nelle forze armate regolari del paese, ma la sua leadership iniziò ad assumere un ruolo preminenente nelle politiche algerine, ad esempio con il colpo di Stato del 1965 del colonnello Houari Boumédiène contro Ahmed Ben Bella, e del suo successore Chadli Bendjedid (Shādhilī Ben Jedīd).